# 1924 na Alemanha
Esta é uma cronologia dos fatos acontecimentos de ano 1924 na Alemanha.

## Eventos
- 26 de fevereiro: Começa o julgamento de Adolf Hitler, até o dia 1 de abril.
- 4 de maio: A eleição federal ocorre para eleger os membros para o Reichstag.
- 7 de dezembro: A eleição federal ocorre para eleger os membros para o Reichstag.
- 20 de dezembro: Adolf Hitler é libertado da fortaleza de Landsberg.